# Alexandru Beliṣ
Alexandru Beliș (n. 1895, București – d. 1987, București) a fost un profesor român de franceză care a contribuit semnificativ la difuzarea culturii franceze în România prin manuale și activități didactice.

## Biografie
Născut la București, a absolvit mai întâi Facultatea de Drept a Universitӑṭii din București iar apoi Facultatea de Litere a aceleiași universitӑṭi.  La absolvire, în anul 1925, a fost numit asistent la catedra de Limbă și Literatură Franceză a Universitӑṭii din București, condusă de profesorul Charles Drouhet.  Activitatea didactică universitară a profesorului Alexandru Beliș a fost însoțită de elaborarea tezei de doctorat cu titlul La critique française à la fin du XIX-e siècle, publicată la Paris în 1926, asupra principalilor reprezentanți ai criticii literare franceze în secolul XIX. Potrivit unei recenzii contemporane, "în controversa dintre dogmatici și impresioniști, autorul prezintă cazul impresioniștilor în mod obiectiv, chiar dacă el este clar în favoarea dogmaticilor". Lucrarea, aflată actualmente în peste 220 biblioteci , este citată în Germania , Italia  și Franța  pentru contribuția la analiza criticii literare.
Activitatea sa didactică a fost continuată la Liceul Cantemir Vodӑ din București unde, timp de 30 de ani, a instruit generații de elevi privind limba și literatura franceză.  Manualele redactate în colaborare cu profesorul Drouhet au constituit baza de învățământ a limbii  și literaturii  franceze la majoritatea liceelor din România în anii 1930-1950. Contribuția sa este considerată astăzi o referință pentru învățămantul literaturii franceze în perioada 1924-2015 .
Studiile, și apoi activitatea didactică, i-au fost întrerupte de mobilizarea sa în armata română, pentru primul și apoi al doilea război mondial.  Și-a continuat activitatea până în 1959, anul ieșirii la pensie. Soția cât și sora au fost tot profesoare de franceză.  Fiul lui este Vladimir Beliș, medic, profesor, și membru de onoare al Academiei Române, iar fiica lui este Mariana Beliș, ingineră și profesoară de inteligență artificială.
Biblioteca de specialitate a profesorului Alexandru Beliș, alcătuită din circa o mie de volume de literatură și studii critice franceze, a fost donată Bibliotecii Academiei Române de către fiul său. 